# Przełęcz pod Grodczynem
Przełęcz pod Grodczynem – przełęcz pod Grodczynem, (niem. Ratschenberg) najwyższym szczytem Wzgórz Lewińskich, będącym kulminacją grzbietu o nazwie Grodziec.

## Turystyka
- Kudowa-Zdrój – Dańczów – Przełęcz Lewińska – Przełęcz pod Grodczynem – Bukowy Stawek – Ludowe – Duszniki-Zdrój – Jamrozowa Polana – Kozia Hala – Podgórze PL/CZ – Sołtysia Kopa – Zieleniec – Lasówka – Schronisko PTTK „Jagodna” (Przełęcz Spalona) – Ponikwa – Długopole-Zdrój[1]